# Bureau of Land Management
O Bureau of Land Management, BLM ou Departamento de Gestão de Terras é um órgão do Departamento do Interior dos Estados Unidos responsável pela administração das terras federais dos EUA. Com sede em Washington, D.C., o BLM supervisiona mais de 247,3 milhões de acres (1.001.000 km²) de terra, ou um oitavo da massa terrestre total dos Estados Unidos.
O Departamento foi criado pelo Congresso durante a presidência de Harry S. Truman em 1946, combinando dois órgãos existentes: o United States General Land Office e o Grazing Service. O órgão gerencia os quase 700 milhões de acres (2.800.000 km²) de propriedades minerais subterrâneas do governo federal localizadas abaixo de terras federais, estaduais e privadas separadas de seus direitos de superfície pelo Homestead Act de 1862. A maioria das terras públicas do BLM está localizada nesses 12 estados do oeste: Alasca, Arizona, Califórnia, Colorado, Idaho, Montana, Nevada, Novo México, Óregon, Utah, Washington e Wyoming.
A missão do BLM é "sustentar a saúde, a diversidade e a produtividade das terras públicas para o uso e o desfrute das gerações presentes e futuras". Originalmente, as propriedades do BLM eram descritas como "terras que ninguém queria" porque os fazendeiros as haviam deixado de lado. Mesmo assim, os fazendeiros possuem cerca de 18.000 permissões e arrendamentos para pastagem de gado em 155 milhões de acres (630.000 km²) de terras públicas do BLM. A agência gerencia 221 áreas selvagens, 29 monumentos nacionais e cerca de 636 outras áreas protegidas como parte do Conservação Nacional de Terras (anteriormente conhecido como Sistema Nacional de Conservação de Paisagens), totalizando cerca de 36 milhões de acres (150.000 km²). Além disso, o Conservação Nacional de Terras inclui cerca de 2.400 milhas (3.862,43 km) de Rios Selvagens e Cênicos (rios selvagens e cênicos) e cerca de 6.000 milhas (9.656,06 km) de Trilhas Históricas e Cênicas Nacionais. Há mais de 63.000 poços de petróleo e gás nas terras públicas do BLM. O total de arrendamentos de energia gerou aproximadamente US$ 5,4 bilhões em 2013, valor dividido entre o Tesouro, os estados e grupos de nativos americanos.

## História

O mapa mostra as terras pertencentes a diferentes órgãos do governo federal. O amarelo representa as propriedades do Departamento de Gestão de Terras.

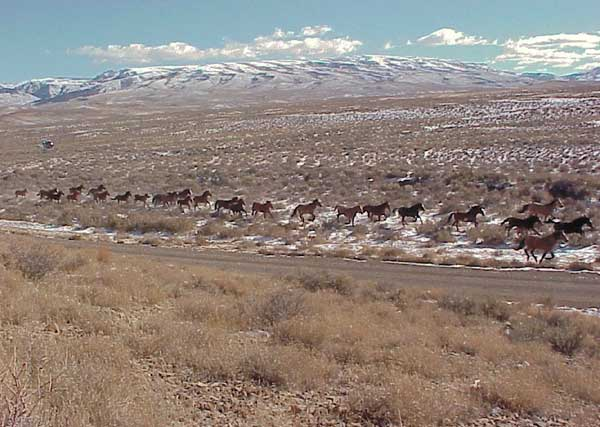
Cavalos cruzando uma planície perto da área de estudo Simpson Park Wilderness, na região central de Nevada, administrada pelo escritório de campo do BLM de Battle Mountain

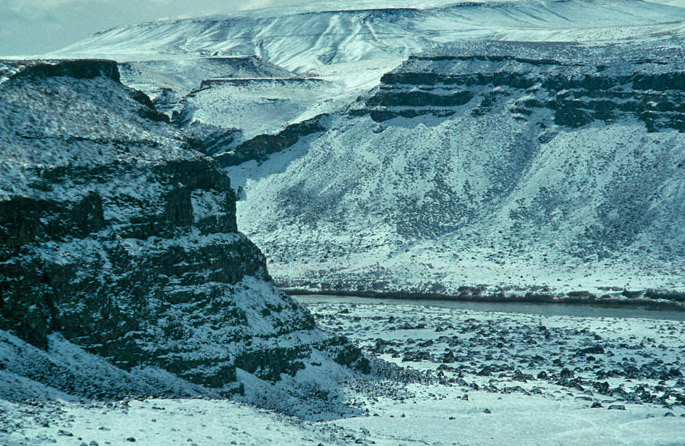
Penhascos cobertos de neve do Snake River Canyon, Idaho, administrados pelo Distrito de Boise do BLM

As raízes do BLM remontam ao Decreto de Terras de 1785 e ao Decreto do Noroeste de 1787. Essas leis previam o levantamento e a colonização das terras que as Treze Colônias originais cederam ao governo federal após a Revolução Americana. À medida que terras adicionais eram adquiridas pelos Estados Unidos da Espanha, França e outros países, o Congresso dos Estados Unidos determinava que elas fossem exploradas, levantadas e disponibilizadas para colonização. Durante a Guerra Revolucionária, terras de recompensa militar foram prometidas aos soldados que lutaram pelas colônias. Após a guerra, o Tratado de Paris de 1783, assinado pelos Estados Unidos, Reino Unido, França e Espanha, cedeu território aos Estados Unidos. Na década de 1780, outros estados renunciaram as próprias reivindicações de terras no atual Ohio. Nessa época, os Estados Unidos precisavam de receita para funcionar e as terras eram vendidas como fonte de renda para o governo. Para vender as terras, era necessário realizar pesquisas. O Decreto de Terras de 1785 instruiu um geógrafo a supervisionar esse trabalho realizado por um grupo de agrimensores. Os primeiros anos de levantamento foram concluídos por tentativa e erro. Depois que o território de Ohio foi levantado, um sistema moderno de levantamento de terras públicas foi desenvolvido. Em 1812, o Congresso estabeleceu o Escritório Geral de Terras dos Estados Unidos como parte do Departamento do Tesouro para supervisionar a disposição dessas terras federais. No início do século XIX, as reivindicações de terras prometidas foram finalmente cumpridas.
No século XIX, outras leis de terras de recompensa e de propriedades rurais foram promulgadas para dispor de terras federais. Existiam vários tipos diferentes de patentes, incluindo entrada em dinheiro, crédito, propriedades rurais, indígenas, mandados militares, certificados minerais, reivindicações de terras privadas, ferrovias, seleções estaduais, pântanos, locais de cidades e lotes de cidades. Um sistema de escritórios locais de terras se espalhou pelos territórios, patenteando terras que foram pesquisadas por meio do escritório correspondente do Inspetor Geral de um determinado território. Esse padrão se espalhou gradualmente por todos os Estados Unidos. As leis que estimularam esse sistema, com exceção da Lei Geral de Mineração de 1872 e da Lei de Terras do Deserto de 1877, foram revogadas ou substituídas.
No início do século XX, o Congresso tomou medidas adicionais para reconhecer o valor dos ativos em terras públicas e orientou o Poder Executivo a gerenciar as atividades nas terras públicas remanescentes. O Ato de Arrendamento de Minerais de 1920 permitiu o arrendamento, a exploração e a produção de commodities selecionadas, como carvão, petróleo, gás e sódio, em terras públicas. A Lei de Pastagens de 1934, criou o Serviço de Pastagens dos Estados Unidos para gerenciar as pastagens públicas por meio da criação de conselhos consultivos que definiam as taxas de pastagem. A Lei de Gestão de Rendimento Sustentado de Terras Revestidas do Óregon e da Califórnia, de 1937, comumente chamada de Lei O&C, exigia a gestão de rendimento sustentado das terras de madeira no oeste do Óregon.
Em 1946, o Serviço de Pastoreio foi fundido com o Escritório Geral de Terras dos Estados Unidos para formar o Departamento de Gestão de Terras dentro do Departamento do Interior. Foram necessários vários anos para que essa nova agência se integrasse e se reorganizasse. No final, o Departamento de Gestão de Terras passou a se concentrar menos na alienação de terras e mais no gerenciamento e na preservação da terra a longo prazo. A agência alcançou sua forma atual combinando escritórios nos estados do oeste e criando um escritório correspondente para as terras a leste e ao longo do rio Mississippi. Naturalmente, a ênfase do BLM recaiu sobre as atividades nos estados do oeste, já que a maioria das áreas de mineração, venda de terras e propriedade federal está localizada a oeste do Mississippi.
A equipe do BLM em campo costuma ser voltada para os interesses locais, enquanto a gerência do departamento em Washington é liderada por orientação presidencial. Por meio da Lei de Política e Gestão de Terras Federais de 1976, o Congresso criou uma missão mais unificada para o departamento e reconheceu o valor das terras públicas remanescentes ao declarar que essas terras permaneceriam em propriedade pública. A lei determinou que essas terras fossem gerenciadas com vistas ao "uso múltiplo", definido como "gerenciamento das terras públicas e seus diversos valores de recursos para que sejam utilizados na combinação que melhor atenda às necessidades presentes e futuras do povo americano".
Desde o governo Reagan, na década de 1980, os republicanos costumam dar prioridade ao controle local e à produção de pastagens, mineração e petróleo, enquanto os democratas costumam enfatizar mais as preocupações ambientais, mesmo quando concedem arrendamentos para mineração e perfuração. Em setembro de 1996, o então presidente Bill Clinton usou sua autoridade nos termos da Lei de Antiguidades para estabelecer o Monumento Nacional Grand Staircase-Escalante no sul de Utah, o primeiro dos atuais 20 monumentos nacionais estabelecidos em terras do BLM e gerenciados pela agência. O estabelecimento do Grand Staircase-Escalante prenunciou a criação posterior do Sistema Nacional de Conservação de Paisagens do BLM em 2000. O uso da autoridade da Lei de Antiguidades, enquanto efetivamente destruiu uma mina de carvão que seria operada pela Andalex Resources, encantou os entusiastas da recreação e da conservação, mas criou confrontos maiores com as autoridades estaduais e locais.
Sob a administração Trump, o BLM ofereceu milhões de acres de terras federais disponíveis para arrendamentos de 10 anos para desenvolvimento comercial, potencialmente em petróleo e gás e mineração, com o objetivo declarado de "promover a segurança energética americana". O BLM realiza vendas trimestrais de arrendamento de petróleo e gás. De acordo com um artigo de 18 de junho de 2018 na The Atlantic, durante o mandato do então Secretário do Interior dos Estados Unidos, Ryan Zinke "praticamente doou centenas de milhares de acres de terras abertas em todo o Oeste, arrendando-as para empresas de energia por centavos de dólar". O Salt Lake Tribune informou que, em março de 2019, o preço por acre para arrendamentos perto do Sítio Histórico Nacional da Cavilha de Ouro, em Utah, era de "US$ 1,50 por acre nos próximos dois anos". Em 11 de setembro de 2018, o Departamento do Interior ofereceu 2,9 milhões de acres para serem arrendados para operações comerciais, incluindo perfuração para petróleo e gás e mineração no Novo México, Colorado, Arizona e outros estados onde a terra pública não é protegida por um parque nacional ou designação de monumento. A declaração do BLM de 30 de maio de 2019 propôs 183.668 acres adicionais em "terras administradas pelos distritos de Canyon Country, Color Country, Green River e West Desert" que seriam listados para a venda trimestral de arrendamento de petróleo e gás em 10 de setembro de 2019. Em suas ofertas de arrendamento de maio de 2019 e setembro, o BLM disse que tinha "245 milhões de acres de terras públicas localizadas principalmente em 12 estados ocidentais, incluindo o Alasca" e, em todos os Estados Unidos, outros "700 milhões de acres de propriedades minerais subterrâneas" estão sob sua administração. A declaração também dizia que essas "diversas atividades autorizadas nessas terras geraram US$ 96 bilhões em vendas de bens e serviços em toda a economia americana no ano fiscal de 2017", ao mesmo tempo em que sustentavam mais de 468.000 empregos".
Em 4 de agosto de 2020, o presidente Trump sancionou a Great American Outdoors Act, comprometendo-se a destinar até US$ 1,9 bilhão das receitas de desenvolvimento de energia para o National Parks and Public Land Legacy Restoration Fund a cada ano, durante cinco anos, para a manutenção necessária de instalações e infraestrutura essenciais em parques nacionais, florestas, refúgios de vida selvagem, áreas de recreação e escolas indígenas americanas. A lei também destinou US$ 900 milhões por ano em royalties de petróleo e gás natural offshore para financiar permanentemente os investimentos do Fundo de Conservação de Terras e Água em oportunidades de conservação e recreação em todo o país.
Também em agosto de 2020, a sede do BLM foi transferida para Grand Junction, Colorado, por meio de uma ordem assinada pelo Secretário do Interior, David Bernhardt. A transferência foi elogiada pelos políticos republicanos do Oeste, mas criticada pelos democratas como uma medida para enfraquecer a agência com a perda de funcionários experientes, que optaram por ficar em Washington, D.C. Alguns fazendeiros estavam preocupados com o isolamento de Grand Junction em comparação com outras cidades do Oeste, com voos e acesso rodoviário limitados. Após o anúncio, 87% dos funcionários baseados em D.C. deixaram o local, o que levou o ex-líder do BLM a se mudar para Grand Junction. levando o ex-funcionário líder de carreira do BLM, Steve Ellis, a declarar que "o departamento perdeu uma enorme quantidade de conhecimento especializado...(de) pessoas muito experientes".
Em 17 de setembro de 2021, a secretária Deb Haaland anunciou que a sede seria transferida de volta para Washington, D.C.
Sob a administração Biden, o BLM está trabalhando em um projeto piloto chamado "pastoreio baseado em resultados", para ver se o pastoreio de gado pode ajudar a alcançar a conservação, disse a diretora da agência Tracy Stone-Manning em uma entrevista publicada em abril de 2022.
Em junho de 2022, o BLM finalizou duas aquisições no Colorado e em Wyoming, adquirindo mais de 40.000 acres de terras anteriormente inacessíveis. A aquisição em Wyoming de 35.670 acres é a maior compra já feita pela agência no estado.
Em 2024, o Departamento do Interior começou a avançar uma nova regra segundo a qual o Departamento de Gestão de Terras pode distribuir arrendamentos de restauração e arrendamentos de mitigação exatamente da mesma forma que distribui agora arrendamentos para perfuração de petróleo e gás. A terra projetada será usada para a conservação da natureza, incluindo o uso do conhecimento indígena.

## Programas

A maioria das terras públicas mantidas pelo Departamento de Gestão de Terras está localizada nos estados do oeste.

- Pastagem - O BLM gerencia o pastoreio de gado em quase 155 milhões de acres (630.000 km²) de acordo com o Taylor Grazing Act de 1934.[55] A agência concedeu mais de 18.000 permissões e arrendamentos a fazendeiros que pastam seu gado, principalmente bovinos e ovinos, pelo menos parte do ano em terras públicas do BLM.[55] As permissões e os arrendamentos geralmente cobrem um período de 10 anos e são renováveis se o BLM determinar que os termos e as condições da permissão ou do arrendamento que está expirando estão sendo cumpridos.[55] A taxa federal de pastagem é ajustada anualmente e é calculada usando uma fórmula originalmente definida pelo Congresso na Lei de Melhoria das Pastagens Públicas de 1978.[55] Conforme essa fórmula, a taxa de pastagem não pode cair abaixo de US$ 1,35 por unidade animal por mês (AUM), nem qualquer aumento ou redução da taxa pode exceder 25% do nível do ano anterior.[55][56] A taxa de pastagem para 2014 foi fixada em US$ 1,35 por AUM, o mesmo nível do ano anterior.[55] Ao longo do tempo, houve uma diminuição gradual na quantidade de pastoreio que ocorre em terras gerenciadas pelo BLM.[55] O pastoreio em terras públicas diminuiu de 18,2 milhões de AUMs em 1954 para 7,9 milhões de AUMs em 2013.[55]
- Mineração -  A produção doméstica de mais de 63.000 poços federais de petróleo e gás em terra nas terras do BLM é responsável por 11% do suprimento de gás natural e 5% do suprimento de petróleo nos Estados Unidos.[57] O BLM tem registrado um total de 290.000 reivindicações de mineração de acordo com a Lei Geral de Mineração de 1872.[58] O BLM emite licenças para petróleo e gás, carvão, minerais estratégicos e recursos de energia renovável, como eólica, geotérmica e solar, a serem desenvolvidos em terras públicas.[59] O total de reivindicações de mineração em terras de propriedade do BLM diminuiu, enquanto o número de reivindicações rejeitadas aumentou. Entre as mais de 3,8 milhões de reivindicações de mineração supervisionadas pelo BLM, pouco mais de 10% das reivindicações ainda estão ativas, das quais Nevada tem o maior número, 203.705, e a Califórnia, 49.259.[60]
- Arrendamentos de carvão - O BLM detém o patrimônio mineral de carvão de mais de 570 milhões de acres (2.300.000 km²), onde o proprietário da superfície é o governo federal, um governo estadual ou local ou uma entidade privada.[61] Em 2013, o BLM havia concedido 309 arrendamentos para mineração de carvão a 474.252 acres (191.923 ha), um aumento de 13.487 acres (5.458 ha) ou um aumento de quase 3% nas terras sujeitas à produção de carvão em dez anos.[61]
- Recreação - O BLM administra 205.498 milhas (330.717 km) de córregos que podem ser usados para pesca, 2,2 milhões de acres (8.900 km²) de lagos e reservatórios, 6.600 milhas (10.600 km) de rios que podem ser navegados, mais de 500 pontos de acesso para barcos, 69 National Back Country Byways e 300 locais de vida selvagem que podem ser observados.[62] A agência também administra 7.200 km de trilhas cênicas nacionais, históricas nacionais e de recreação nacional, bem como milhares de milhas de trilhas de uso múltiplo usadas por motociclistas, caminhantes, equestres e ciclistas de montanha.[62] Em 2013, as terras do BLM receberam cerca de 61,7 milhões de visitantes recreativos.[63] Mais de 99% das terras gerenciadas pelo BLM estão abertas à caça, oportunidades de tiro recreativo e pesca.
- Conservação - O Sistema Nacional de Conservação de Paisagens preserva uma variedade de terras protegidas do desenvolvimento.
- Área de Conservação do Deserto da Califórnia - A Área de Conservação do Deserto da Califórnia abrange 25 milhões de acres (100.000 km²) de terra no sul da Califórnia, designada pelo Congresso em 1976 por meio da Lei Federal de Política e Gestão de Terras.[64] O BLM é encarregado de administrar cerca de 10 milhões de acres (40.000 km²) dessa área frágil, tendo em mente seu potencial para usos múltiplos.[64]
- Terras madeireiras - O departamento gerencia 55 milhões de acres (220.000 km²) de florestas e bosques, incluindo 11 milhões de acres (45.000 km²) de florestas comerciais e 44 milhões de acres (180.000 km²) de bosques em 11 estados do oeste e no Alasca.[65] 53 milhões de acres (210.000 km²) são florestas e bosques produtivos em terras de domínio público e 2,4 milhões de acres (9.700 km²) em terras de O&C no oeste de Óregon.[65]Bombeiros do BLM fatigados fazendo uma pausa após um incêndio no Óregon em 2008

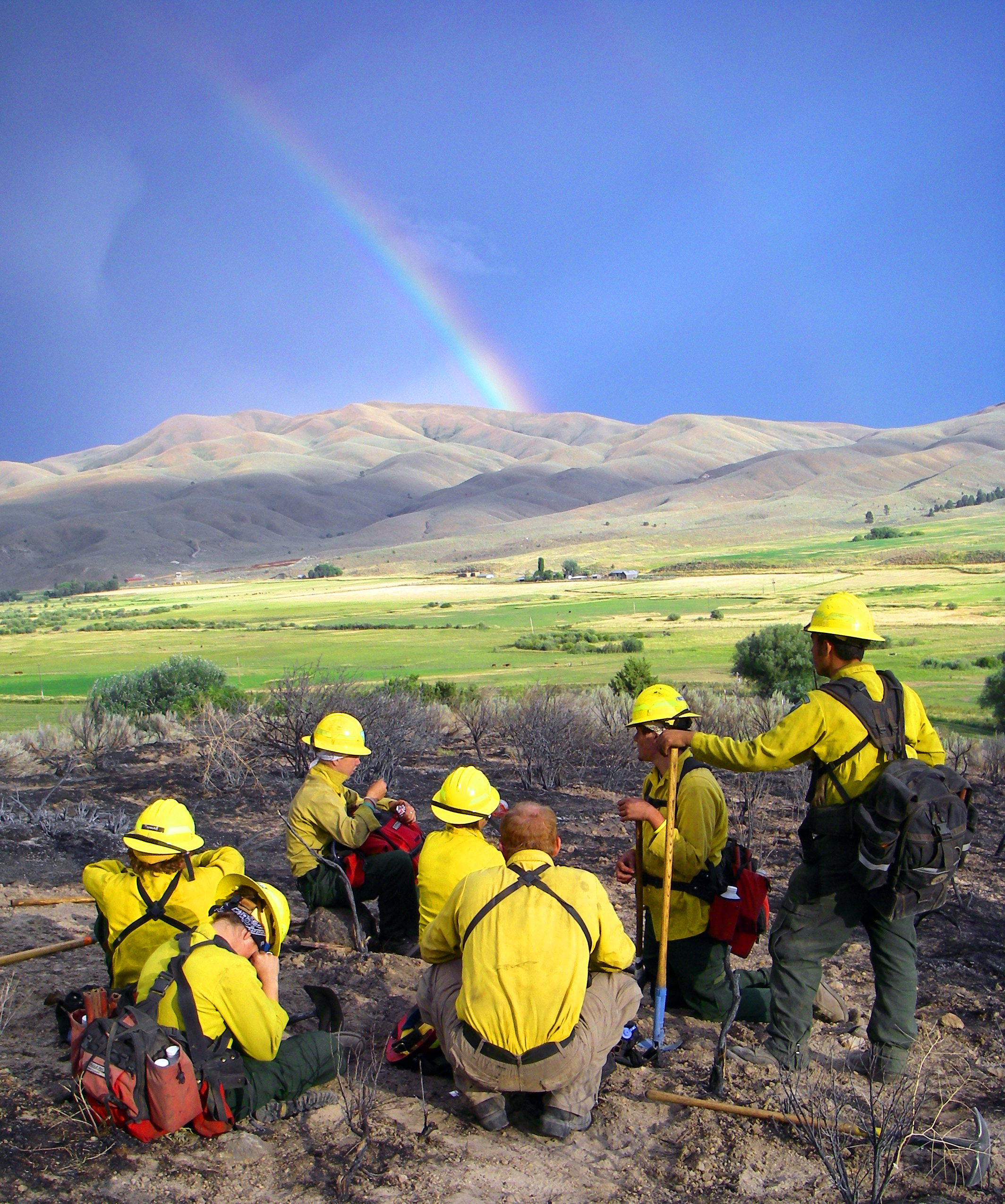
Bombeiros do BLM fatigados fazendo uma pausa após um incêndio no Óregon em 2008

- Combate a incêndios - Mais de 3.000 funcionários de combate a incêndios equivalentes em tempo integral trabalham para o BLM.[66] A agência combateu 2.573 incêndios em terras gerenciadas pelo BLM no ano fiscal de 2013.[63]
- Direitos minerais em terras indígenas - Como parte de suas responsabilidades de confiança, o BLM fornece consultoria técnica para operações de minerais em 56 milhões de acres (230.000 km²) de terras indígenas.[67]
- Arrendamento e gestão de terras de propriedades divididas - Uma propriedade dividida é semelhante às escrituras de forma ampla usadas a partir do início dos anos 1900. É uma separação de direitos minerais e direitos de superfície em uma propriedade. O BLM gerencia propriedades divididas, mas somente nos casos em que os "direitos de superfície são de propriedade privada e os direitos sobre os minerais são detidos pelo Governo Federal".[68]
- Pesquisas cadastrais - O BLM é o detentor oficial de mais de 200 anos de registros de levantamentos cadastrais e planos como parte do Sistema de Levantamento de Terras Públicas.[69] Além disso, o BLM ainda conclui vários levantamentos novos a cada ano, principalmente no Alasca, e realiza novos levantamentos para restaurar levantamentos originais obliterados ou perdidos.[69]
- Minas abandonadas - O BLM mantém um inventário de minas abandonadas conhecidas nas terras que administra.[70] Em abril de 2014, o inventário continha cerca de 46.000 locais e 85.000 outros recursos.[70] Aproximadamente 23% dos locais foram remediados, tiveram ações de recuperação planejadas ou em andamento, ou não exigiram nenhuma ação adicional. Os locais restantes exigem investigação adicional.[70] Um relatório do Inspetor Geral de 2008 alega que o BLM negligenciou durante décadas os perigos representados por essas minas abandonadas.[71]
- Corredores de energia - Aproximadamente 8.000 km (5.000 milhas) de corredores de energia para transporte tubular e linhas de transmissão estão localizados em terras administradas pelo BLM.[72]
- Hélio - O BLM opera a Reserva Nacional de Hélio perto de Amarillo, Texas, um programa iniciado em 1925 durante a época das Guerras do Zepelin.[73] Embora a reserva tenha sido definida para ser transferida para mãos privadas, ela permanece sujeita à supervisão do BLM de acordo com as disposições da Lei de Administração e Administração Responsável de Hélio de 2013, aprovada por unanimidade.[73][74]
- Receita e taxas - O BLM produz uma receita significativa para o orçamento dos Estados Unidos.[75] Em 2009, esperava-se que as terras públicas gerassem uma receita estimada em US$ 6,2 bilhões, principalmente com o desenvolvimento de energia.[75] Cerca de 43,5% desses fundos são fornecidos diretamente aos estados e condados para apoiar estradas, escolas e outras necessidades da comunidade.[75]

## Sistema Nacional de Conservação de Paisagens
Estabelecido em 2000, o Sistema Nacional de Conservação de Paisagens é supervisionado pelo BLM. As terras do Sistema Nacional de Conservação de Paisagens constituem cerca de 12% das terras gerenciadas pelo BLM. O Congresso aprovou o Título II da Lei Omnibus de Gestão de Terras Públicas de 2009 (Lei Pública 111-11) para tornar o sistema uma parte permanente do sistema de proteção de terras públicas nos Estados Unidos. Ao designar essas áreas para conservação, a lei instruiu o BLM a garantir que esses locais sejam protegidos para as gerações futuras, de forma semelhante aos parques nacionais e refúgios de vida selvagem.
| Categoria                          | Tipo de unidade                                  | Número | Acres do BLM                                                               | Milhas do BLM            |
| ---------------------------------- | ------------------------------------------------ | ------ | -------------------------------------------------------------------------- | ------------------------ |
| Terras de Conservação Nacional     | Monumento nacional                               | 29     | 5 590 135 acres (22 622,47 km2)                                            |                          |
| Terras de Conservação Nacional     | Área de Conservação Nacional                     | 16     | 3 671 519 acres (14 858,11 km2)                                            |                          |
| Terras de Conservação Nacional     | Áreas similares às Áreas de Conservação Nacional | 5      | 436 164 acres (1 765,09 km2)                                               |                          |
| Área selvagem                      | Áreas silvestres                                 | 221    | 8 711 938 acres (35 255,96 km2)                                            |                          |
| Área selvagem                      | Áreas de estudo de natureza selvagem             | 528    | 12 760 472 acres (51 639,80 km2)                                           |                          |
| Rios nacionais selvagens e cênicos | Rios nacionais selvagens e cênicos               | 69     | 1 001 353 acres (4 052,33 km2)                                             | 2 423 milhas (3 899 km)  |
| Sistema Nacional de Trilhas        | Trilhas históricas nacionais                     | 13     |                                                                            | 5 078 milhas (8 172 km)  |
| Sistema Nacional de Trilhas        | Trilhas cênicas nacionais                        | 5      |                                                                            | 683 milhas (1 099 km)    |
|                                    | Totais                                           | 877    | Cerca de 36 milhões de acres (150 000 km2) (algumas unidades se sobrepõem) | 8 184 milhas (13 171 km) |

Fonte: Recursos e estatísticas do BLM

## Aplicação da lei e segurança

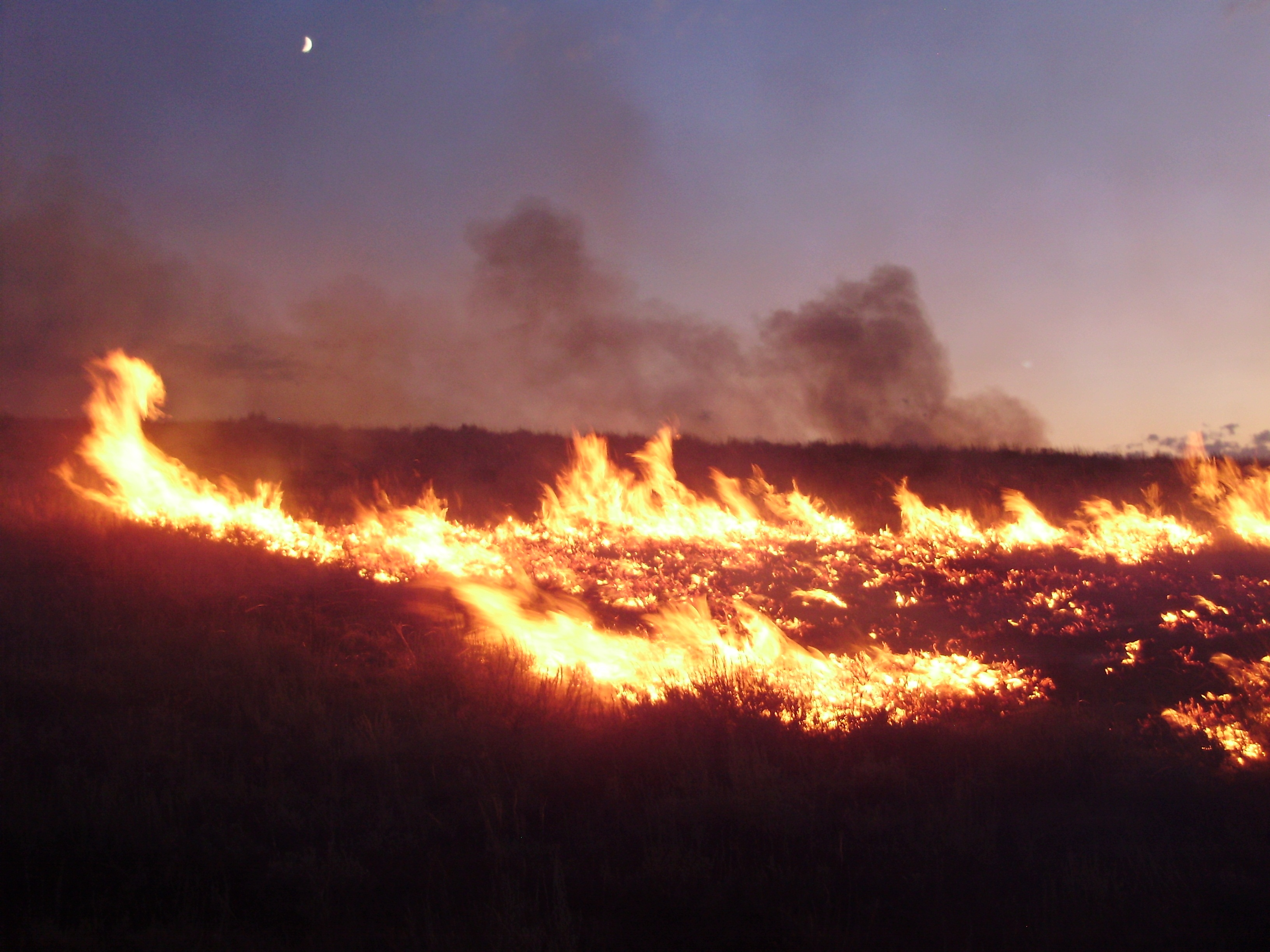
Incêndios florestais provocados por raios são ocorrências frequentes nas terras do BLM em Nevada.

O BLM, por meio de seu Escritório de Aplicação da Lei e Segurança, funciona como uma agência federal de aplicação da lei do governo dos Estados Unidos. Os guardas florestais e agentes especiais do BLM recebem treinamento por meio dos Centros Federais de Treinamento para Aplicação da Lei (FLETC). A equipe em tempo integral para esses cargos é de aproximadamente 300 pessoas.
Os guardas florestais uniformizados fazem cumprir as leis e os regulamentos que regem as terras e os recursos do BLM. Como parte dessa missão, esses guardas florestais do BLM portam armas de fogo e equipamentos de defesa, efetuam prisões, executam mandados de busca, preenchem relatórios e testemunham em juízo. Eles procuram estabelecer uma presença regular e recorrente em uma grande quantidade de terras públicas, estradas e locais de recreação. Eles se concentram na proteção dos recursos naturais e culturais, de outros funcionários da BLM e dos visitantes. Devido aos muitos locais das terras públicas da BLM, esses guardas florestais usam caninos, helicópteros, motos de neve, motos de terra e barcos para realizar suas tarefas.
Em contraste, os agentes especiais do BLM são investigadores criminais que planejam e conduzem investigações sobre possíveis violações de disposições criminais e administrativas do BLM e outros estatutos do Código dos Estados Unidos. Os agentes especiais são normalmente policiais à paisana que portam armas de fogo ocultas e outros equipamentos defensivos, efetuam prisões, realizam investigações criminais complexas, apresentam casos para acusação aos procuradores locais dos Estados Unidos e preparam relatórios investigativos. Os investigadores criminais ocasionalmente conduzem investigações internas e de reclamações civis.
A arma de fogo atual é a SIG Sauer P320 com câmara de 9 mm, que está substituindo a SIG Sauer P226/P229, ambas com câmara de .40 S&W.

## Programa de cavalos selvagens e burros

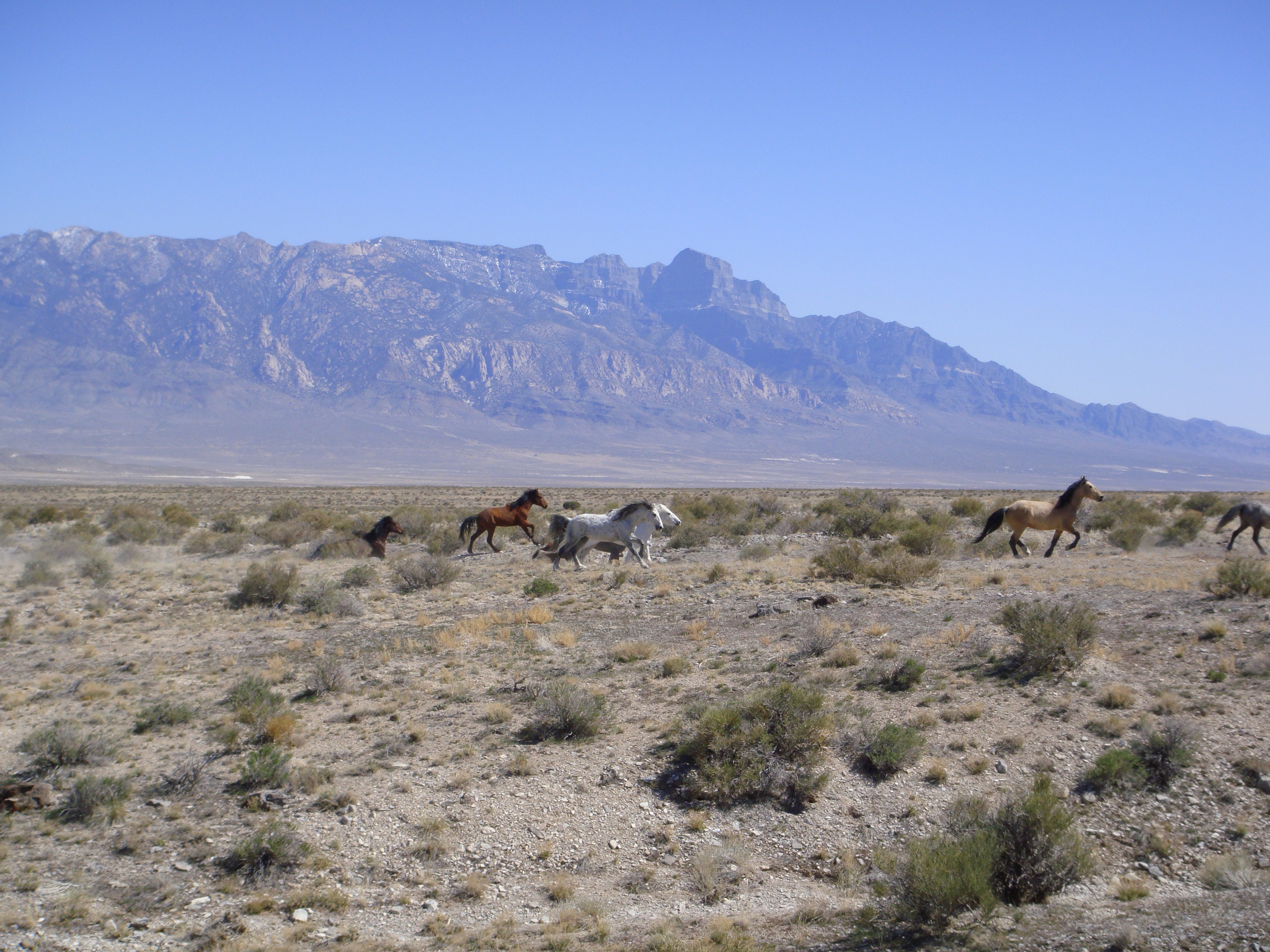
Mustangues correm pelo Tule Valley, Utah

O BLM gerencia cavalos e burros selvagens em terras públicas de dez estados do oeste dos EUA. Embora sejam selvagens, a agência é obrigada a protegê-los de acordo com a Lei de Cavalos e Burros Selvagens e de Livre Circulação de 1971 (WFRHBA). Como os cavalos têm poucos predadores naturais, as populações cresceram substancialmente. A WFRHBA, conforme promulgada, prevê a remoção de animais em excesso; o abate de animais mancos, velhos ou doentes; a colocação ou adoção privada de animais em excesso; e até mesmo o abate de animais saudáveis se o manejo da área de caça assim o exigir. O abate de cavalos saudáveis ou não saudáveis quase nunca ocorreu. De acordo com a Public Rangelands Improvement Act (Lei de Melhoria das Pastagens Públicas) de 1978, o BLM estabeleceu 179 "áreas de manejo de rebanho" (HMAs), c'obrindo 31,6 milhões de acres (128.000 km2) onde cavalos selvagens podem ser encontrados em terras federais.
Em 1973, o BLM iniciou um projeto-piloto na Pryor Mountains Wild Horse Range, conhecido como iniciativa Adopt-A-Horse. O programa aproveitou-se das disposições da WFRHBA para permitir que indivíduos "qualificados" pudessem "adotar" quantos cavalos quisessem, desde que demonstrassem que poderiam cuidar adequadamente dos animais. Na época, o título dos cavalos permanecia permanentemente com o governo federal. O projeto-piloto foi tão bem-sucedido que o BLM permitiu que ele fosse adotado em todo o país em 1976. O programa Adopt-a-Horse tornou-se rapidamente o principal método de remoção do excesso de cavalos selvagens das terras do BLM, devido à falta de outros métodos viáveis. O BLM também usa quantidades limitadas de contraceptivos no rebanho, na forma de vacinas PZP; os defensores dizem que o uso adicional dessas vacinas ajudaria a diminuir o número excessivo de cavalos atualmente sob o gerenciamento do BLM.

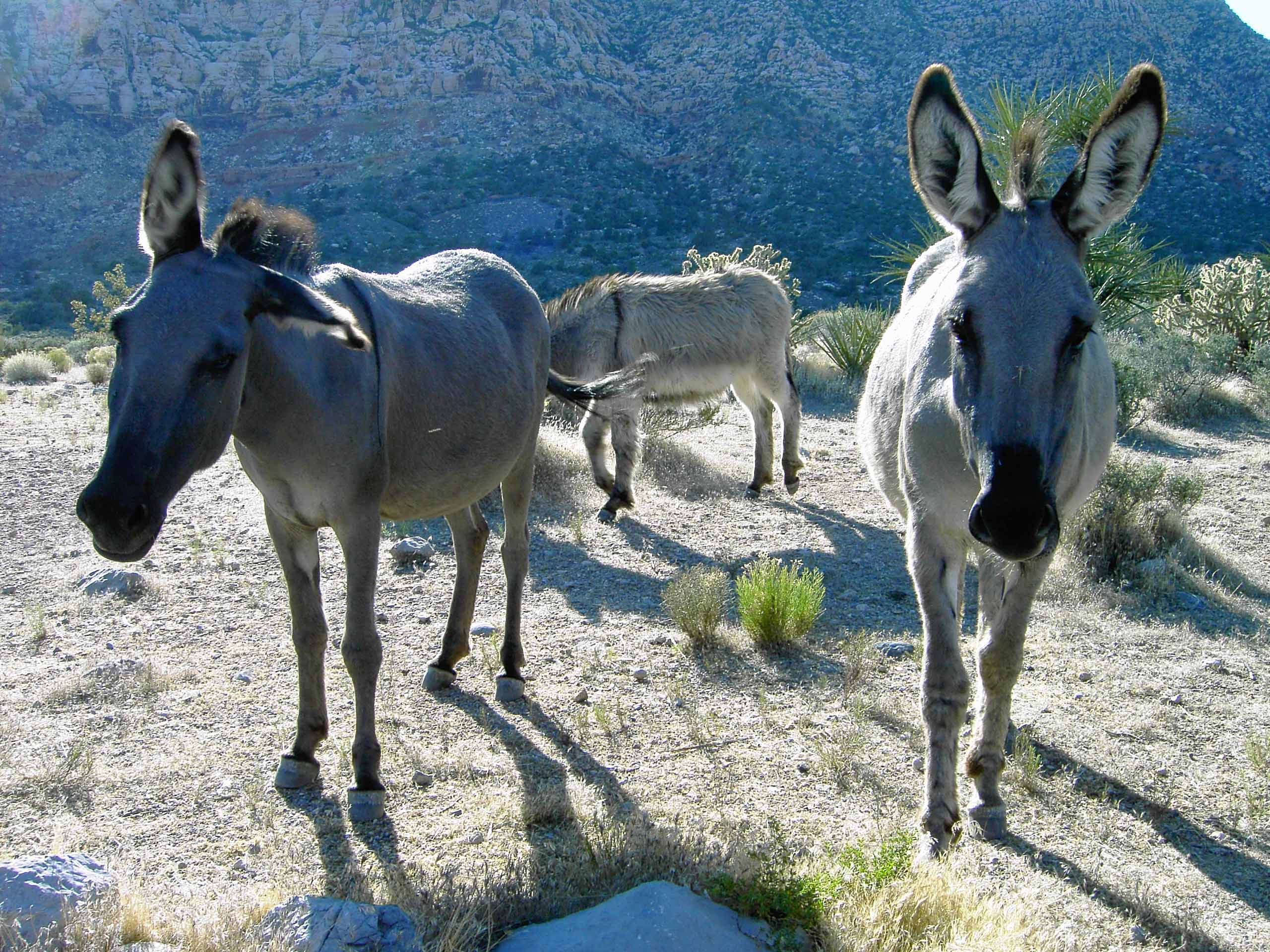
Burros selvagens no Red Rock Canyon

Apesar dos sucessos iniciais do programa de adoção, o BLM tem lutado para manter níveis aceitáveis de rebanho, pois sem predadores naturais, o tamanho do rebanho pode dobrar a cada quatro anos. Em 2014, havia mais de 49.000 cavalos e burros em terras gerenciadas pelo BLM, excedendo o "nível de gerenciamento apropriado" (AML) estimado pelo BLM em quase 22.500.
O Departamento de Gerenciamento de Terras implementou vários programas e desenvolveu parcerias como parte de seu plano de gerenciamento para preservar burros e cavalos selvagens nos Estados Unidos. Há vários rebanhos de cavalos e burros vagando livremente em 26,9 milhões de acres de área espalhados em dez estados do oeste. É essencial manter um equilíbrio que mantenha a terra de manejo do rebanho e a população de animais saudáveis. Alguns programas e parcerias incluem a Mustang Heritage Foundation, a U.S. Border Patrol, a Idaho 4H, a Napa Mustang Days e a Little Book Cliffs Darting Team. Essas parcerias ajudam na adoção e na população de animais, bem como na educação e conscientização sobre cavalos e burros selvagens.

## Energia renovável
Em 2009, o BLM abriu escritórios de coordenação de energia renovável para aprovar e supervisionar projetos eólicos, solares, de biomassa e geotérmicos em terras administradas pelo BLM. Os escritórios estavam localizados nos quatro estados onde as empresas de energia demonstraram maior interesse no desenvolvimento de energia renovável: Arizona, Califórnia, Nevada e Wyoming.
- Energia solar - Em 2010, o BLM aprovou os primeiros projetos de energia solar em escala de serviços públicos em terras públicas.[92] A partir de 2014, 70 projetos de energia solar cobrindo 560.000 acres (2 300 km2) foram propostos em terras públicas gerenciadas pelo BLM, localizadas principalmente no Arizona, Califórnia e Nevada.[93] Até o momento, foram aprovados 29 projetos com potencial para gerar 8.786 megawatts de energia renovável ou energia suficiente para abastecer cerca de 2,6 milhões de residências.[93] Os projetos variam em tamanho, desde um sistema fotovoltaico de 45 megawatts em 422 acres (171 ha) até um sistema de calha parabólica de 1.000 megawatts em 7.025 acres (2.843 ha).[93]
- Energia eólica - O BLM gerencia 20,6 milhões de acres (83 000 km2) de terras públicas com potencial eólico.[94] Ele autorizou 39 projetos de desenvolvimento de energia eólica com uma capacidade total aprovada de 5.557 megawatts ou o suficiente para suprir as necessidades de energia de mais de 1,5 milhão de residências.[95] Além disso, o BLM autorizou mais de 100 locais de teste de energia eólica.[96]
- Energia geotérmica - O BLM gerencia 59 arrendamentos geotérmicos em estado de produção, com uma capacidade total de 1.500 megawatts.[97] Isso representa mais de 40% da capacidade de energia geotérmica nos Estados Unidos.[97]
- Biomassa e bioenergia - Seu grande portfólio de terras florestais produtivas deixa a BLM com biomassa lenhosa entre sua linha de produtos florestais.[98] A biomassa é composta de "materiais de menor diâmetro" e outros detritos resultantes da produção de madeira e do manejo florestal.[98] Embora o uso desses materiais como recurso renovável seja incipiente, a agência está envolvida em projetos-piloto para aumentar o uso de seus suprimentos de biomassa em programas de bioenergia.[98]

## Diretores
| Diretores do BLM de 1946 até o presente | Diretores do BLM de 1946 até o presente | Diretores do BLM de 1946 até o presente |
| Imagem                                  | Nome                                    | Anos                                    |
| --------------------------------------- | --------------------------------------- | --------------------------------------- |
|                                         | Fred W. Johnson                         | 1946–1948                               |
|                                         | Marion Clawson                          | 1948–1953                               |
|                                         | Edward Woosley                          | 1953–1961                               |
|                                         | Karl Landstrom                          | 1961–1963                               |
|                                         | Charles Stoddard                        | 1963–1966                               |
|                                         | Boyd Rasmussen                          | 1966–1971                               |
|                                         | Burton W. Silcock                       | 1971–1973                               |
|                                         | Curt Berklund                           | 1973–1977                               |
|                                         | Frank Gregg                             | 1978–1981                               |
|                                         | Robert F. Burford                       | 1981–1989                               |
|                                         | Cy Jamison                              | 1989–1992                               |
|                                         | Jim Baca                                | 1993–1994                               |
|                                         | Mike Dombeck                            | (Interino) 1994 – 1996                  |
|                                         | Pat Shea                                | 1997–1998                               |
|                                         | Tom Fry                                 | 1998–2001                               |
|                                         | Kathleen Clarke                         | 2000–2006                               |
|                                         | James Caswell                           | 2007–2009                               |
|                                         | Robert Abbey                            | 2009 – 2012                             |
|                                         | Mike Pool                               | 2012–2013 (interino)                    |
|                                         | Neil Kornze                             | 2013 (interino) 2014–2017               |
|                                         | Kristin Bail                            | 2017 (interino)                         |
|                                         | Michael Nedd                            | 2017 (interino)                         |
|                                         | Brian Steed                             | 2017–2019 (interino)                    |
|                                         | William Perry Pendley                   | 2019–2021 (interino)                    |
|                                         | Nada Wolff Culver                       | 2021 (interino)                         |
|                                         | Tracy Stone-Manning                     | 2021–atualmente                         |